# Sarah Maldoror
Marguerite Sarah Ducados, dite Sarah Maldoror, est une réalisatrice et actrice française, née le 19 juillet 1929 à Condom (Gers) et morte le 13 avril 2020 à Fontenay-lès-Briis (Essonne).
Son cinéma est poétique mais aussi politique et engagé. Elle est considérée comme une figure de proue du cinéma africain et la première réalisatrice du continent.

## Biographie

### Carrière
Née d'un père guadeloupéen originaire de Marie-Galante et d'une mère gersoise, Sarah Ducados choisit le nom d’artiste « Maldoror » en hommage au poète Lautréamont. En 1958, avec trois autres jeunes comédiens, Toto Bissainthe, Timité Bassori et Ababacar Samb Makharam, elle crée la première troupe noire à Paris avec le projet de monter Huis-Clos de Sartre. Rapidement rejoints par Robert Liensol, cette troupe devient la compagnie « Les Griots » en 1958. L'un de leur objectif est de partager et faire connaître les textes des auteurs noirs et d'offrir de grands rôles aux comédiens d'origine africaine. C'est avec la compagnie des Griots que Sarah Maldoror joue dans Les Nègres de Genet. Elle est la première à quitter la compagnie pour se former au cinéma.
Elle part deux ans à Moscou pour étudier le cinéma au VGIK sous la houlette de Mark Donskoï. Elle y rencontre le cinéaste sénégalais Ousmane Sembène.
Compagne de Mário Pinto de Andrade, poète et homme politique angolais, elle participe avec lui aux luttes de libération africaine. Pinto de Andrade est le fondateur et premier président du MPLA (Mouvement populaire de libération de l'Angola). Alors qu'il est secrétaire d'Alioune Diop, fondateur de Présence africaine, il organise le premier congrès des écrivains et artistes noirs à Paris (Sorbonne, 1958) et devient un ami proche des poètes Aimé Césaire, Léopold Sédar Senghor, Frantz Fanon ou Richard Wright.
Elle revient en France à Saint-Denis.
Pinto de Andrade collabore à plusieurs scénarios de Sarah Maldoror dont Monangambee et Sambizanga. C'est également avec lui qu'elle écrit Des fusils pour Banta, qu'elle tourne en 1970 avec l'aide de l'Algérie. Ce film ne dépasse cependant pas le stade du montage. Elle est en effet expulsée d'Algérie après une vive altercation avec l'un des généraux en place à l'époque. Jusqu’à ce jour, les rushs du film n’ont jamais été retrouvés.

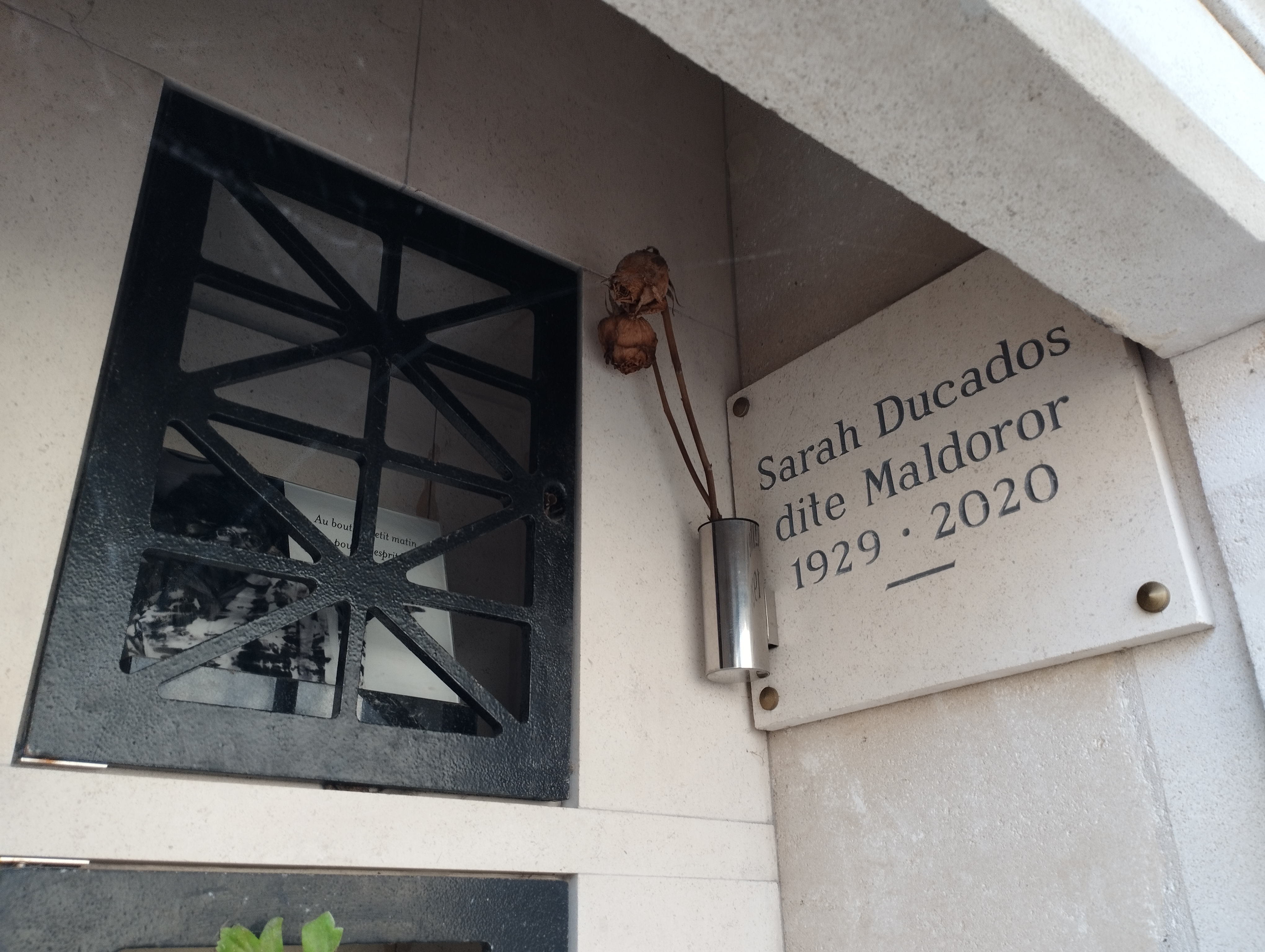
Plaque cinéraire de Sarah Maldoror au cimetière du Père-Lachaise (division 44).

Elle a réalisé plus de quarante films, courts ou longs métrages, films de fiction ou documentaires. Son regard s'est notamment porté  sur les poètes Aimé Césaire (cinq films), René Depestre ou Louis Aragon, ainsi que les artistes Ana Mercedes Hoyos, Joan Miró ou Vladimir Kibaltchitch.

### Vie privée et mort
Sarah Maldoror et Mário Pinto de Andrade ont eu deux filles, Annouchka de Andrade et Henda Ducados.
Elle meurt à l'âge de 90 ans le 13 avril 2020 à Fontenay-lès-Briis (Essonne), des suites de la Covid-19. Incinérée au crématorium du Père-Lachaise, ses cendres sont inhumées dans une chapelle cinéraire commune dans la 44e division du cimetière.

## Hommages

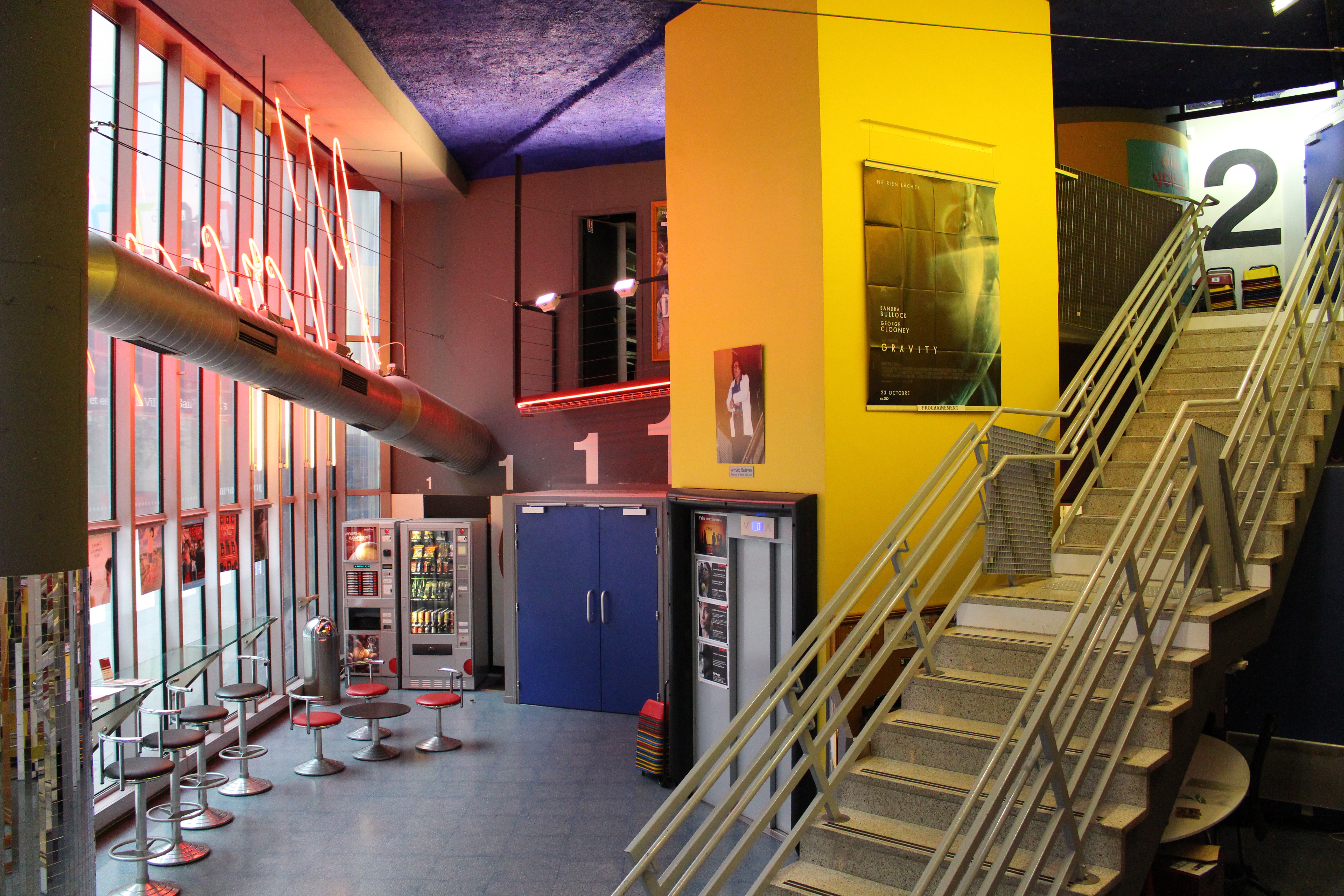
La grande salle du cinéma l'Écran de Saint-Denis est renommé salle Sarah Maldoror en hommage à celle qui en fut la fidèle spectatrice.

En novembre 2021, Sarah Maldoror - Cinéma Tricontinental proposée par le Palais de Tokyo, est une rétrospective de son œuvre, de son parcours de vie et de son engagement politique. L’exposition se prolonge au Musée de l’Homme, au Musée de l’Histoire de l’immigration ainsi qu’au Musée d'Art et d'Histoire Paul Éluard de Saint-Denis.
Le 5 février 2025, la grande salle du cinéma l'Écran à Saint-Denis, dont elle a longtemps été une fidèle spectatrice, est renommée en son honneur salle Sarah Maldoror.

## Décoration
- 2011 : Chevalière de l'ordre national du Mérite[16],[5]

## Filmographie
(Les indications de lieu entre parenthèses correspondent aux lieux de tournage.)

### Longs métrages
- 1970 : Des fusils pour Banta (fiction, 90 min, Guinée-Bissau)
- 1972 : Sambizanga (fiction, 102 min, Brazzaville/République du Congo)
- 1985 : Le Passager du Tassili (fiction, 90 min, diffusion France 2, Paris et Alger) D’après le roman d’Akli Tadjer ; avec Anne Caudry, Lounès Tazaïrf, Smaïn.

### Moyens métrages
- 1973 : Saint-Denis sur Avenir (documentaire, 45 min, Paris)
- 1977 : Aimé Césaire - un homme une terre (documentaire, 52 min, Martinique)
- 1981 : Un dessert pour Constance (fiction, 52 min, diffusion France 2, Paris) D’après une nouvelle de Daniel Boulanger avec Cheik Doukouré, Sidiki Bakaba, Jean Bouise.
- 1982 : L’Hôpital de Leningrad (fiction, 52 min, diffusion France 2, Paris) D’après une nouvelle de Victor Serge avec Roger Blin, Anne Wiazemsky, Rudiger Vogler.
- 1986 : Aimé Césaire - le masque des mots (documentaire, 52 min, Miami et Martinique)
- 2009 : Eia pour Césaire

### Courts métrages

#### Documentaires
- 1969 : Monangambée
- 1978 : Et les chiens se taisaient (13 min), filmé dans les réserves du musée de l'Homme consacrées à l’Afrique noire, et à la Martinique
- 1979 : Fogo, île de feu (23 min)
- 1979 : Cap-Vert, Un carnaval dans le Sahel (23 min)
- 1980 : Carnaval en Guinée-Bissau (13 min)
- 1980 : Miró - peintre (5 min)
- 1980 : Le Cimetière du Père-Lachaise (5 min)
- 1980 : La Basilique Saint-Denis (5 min)
- 1983 : Un Sénégalais en Normandie (10 min)
- 1983 : La Littérature tunisienne de la Bibliothèque nationale (5 min, Paris)
- 1984 : René Depestre - poète (5 min)
- 1984 : Toto Bissainthe - chanteuse (5 min)
- 1984 : Robert Lapoujade - peintre (5 min)
- 1984 : Alberto Carlisky - sculpteur (5 min)
- 1984 : Le Racisme au quotidien (5 min)
- 1984 : Robert Doisneau - photographe (5 min), à l'occasion de l'exposition au musée d'art et d'histoire de Saint-Denis
- 1987 : Louis Aragon - un masque à Paris (13 min)
- 1987 : Emanuel Ungaro - couturier (5 min)
- 1989 : Vlady - Peintre (23 min, Mexique)
- 1995 : Léon Gontran Damas (23 min, Guyane)
- 1998 : Alain Séraphine - La tribu du bois de l’é (18 min, île de La Réunion)
- 2003 : La Route de l’esclave (27 min, Haïti et Martinique)
- 2009 : Ana Mercedes Hoyos - peintre de Colombie (14 min)

### Autres
- 1997 : L’Enfant cinéma (fiction, 23 min, Paris)
- 2001 : Scala Milan A.C (fiction, 26 min, Paris et Milan)
- 2005 : Les Oiseaux mains (clip d'animation, 30 s, Paris)

### Récompenses
- 1970
  - Prix du meilleur réalisateur aux Journées cinématographiques de Carthage  pour Monangambée[17]
  - Grand prix des Journées internationales du film de court métrage de Tours pour Monangambée[18]
  - Festival du film francophone de Dinard pour Monangambée[19]
- 1972
  - Prix de l’Office catholique de Ouagadougou pour Sambizanga
  - Tanit d'or des Journées cinématographiques de Carthage pour Sambizanga
- 1995
  - Premier prix du festival de Milan[Lequel ?] pour Léon Gontran Damas
- 1996
  - Prix de l’originalité (Québec) pour Léon Gontran Damas
  - Prix Danielle de Saint-Jorre pour Léon Gontran Damas
  - Prix du jury et prix de la critique du festival international du film du Caire pour Léon Gontran Damas

### Documentaire
- Sarah Maldoror ou la nostalgie de l'utopie, documentaire d'Anne-Laure Folly (1998)